# Halāleh-ye Manzel
Halāleh-ye Manzel (persiska: هلاله منزل, Konār Helāleh, Helāleh-ye Manzel, Helāleh Manzel) är en ort i Iran.   Den ligger i provinsen Khuzestan, i den centrala delen av landet, 500 km sydväst om huvudstaden Teheran. Halāleh-ye Manzel ligger 33 meter över havet och antalet invånare är 119.
Terrängen runt Halāleh-ye Manzel är platt. Runt Halāleh-ye Manzel är det ganska tätbefolkat, med 100 invånare per kvadratkilometer. Närmaste större samhälle är Darkhazīneh, 6,7 km norr om Halāleh-ye Manzel. Omgivningarna runt Halāleh-ye Manzel är i huvudsak ett öppet busklandskap.